# Ceropegia fimbriifera
Ceropegia fimbriifera ist eine Pflanzenart aus der Unterfamilie der Seidenpflanzengewächse (Asclepiadoideae).

## Merkmale

### Erscheinungsbild, Wurzel, Sprossachse und Blatt
Ceropegia fimbriifera ist eine ausdauernde, krautige Pflanze. Als Überdauerungsorgan wird eine abgeflacht-kugelige Wurzelknolle gebildet. Die Wurzelknolle ist kugelig. Die selbständig aufrecht stehenden, behaarten Stängel sind 20 bis 30 Zentimeter hoch. Die gegenständig angeordneten Laubblätter sind ungestielt. Die Blattspreiten sind linealisch, auf der Oberseite flaumig behaart, und auf der Unterseite entlang der Blattadern behaart.

### Blütenstand und Blüte
Die Blütezeit liegt im Juli bis August. Die Blütenstände entspringen den Blattachseln. Der 1 bis 2 cm lange Blütenstandsschaft ist fast kahl. Der Blütenstand enthält nur ein bis vier Blüten, die sich sukzessive öffnen. Die Blüten stehen über einigen pfriemlichen Tragblättern. Die Blütenstiele sind 1 bis 2 cm lang.
Die zwittrigen Blüten sind zygomorph und fünfzählig mit doppelter Blütenhülle. Die fünf Kelchblätter sind pfriemlich und zugespitzt. Die Blütenkrone ist bis zu 4,5 cm lang. Die fünf Kronblätter sind im unteren Teil zu einer außen kahlen, geraden Kronröhre (Sympetalie) verwachsen. Die Kronröhre ist grünlich mit purpurfarbenen Längsstreifen und innen purpurfarben. Im basalen Teil ist der „Kronkessel“ nur wenig aufgebläht. Die Kronblattzipfel sind bei einer Länge von 25 mm linealisch-spatelig geformt mit einer dreieckigen Basis; sie neigen sich am äußeren Ende zusammen und bilden eine länglich-elliptische, käfigartige Struktur. Gelegentlich sind die Kronblattzipfel auch etwas verdreht. Die beiden „Blättchen“ der Zipfel sind unterhalb der Mitte nach außen gebogen. Die im Wesentlichen kahlen Zipfel sind innen hellgrünpurpurn und die Ränder purpurfarben. Lediglich an der Basis sitzen jeweils an den Rändern Büschel von purpurfarbenen, keulenförmigen Drüsenhaaren, die 3 bis 4 mm lang sind. Die kurz gestielte Nebenkrone ist an der Basis tassenförmig verwachsen. Die bewimperten Zipfel der interstaminalen, äußeren Nebenkrone sind seitlich mit der staminalen Nebenkrone verwachsen und mittig tief eingeschnitten, zwei dreieckige Fortsätze bildend, die seitwärts ab gespreizt sind. Die Zipfel der staminalen Nebenkrone sind linealisch-spatelig, aufrecht stehend und sich zum äußeren Ende zusammen neigend.

### Frucht und Same
Die Früchte erscheinen im August und September. Die paarigen Balgfrüchte sind bei einer Länge von 7 bis 10 cm schlank spindelig. Zu den Samen liegen keine Angaben vor.

### Ähnliche Arten
Nach U. Meve soll Ceropegia fimbriifera nahe mit Ceropegia attenuata und Ceropegia noorjahaniae verwandt sein. Wie diese beiden Arten besitzt Ceropegia fimbriifera einen aufrechten Wuchs, eine Wurzelknolle und linealische Laubblätter. Die phylogenetische Analyse mit Hilfe molekulargenetischer Daten bestätigt die Verwandtschaft von Ceropegia attenuata und Ceropegia noorjahaniae jedoch nicht. Nach Surveswaran et al. (2009) sind Ceropegia attenuata und Ceropegia noorjahaniae nicht näher miteinander verwandt; zu Ceropegia fimbriifera liegen noch keine molekulargenetischen Daten vor.

## Vorkommen und Gefährdung
Ceropegia fimbriifera kommt in den südindischen Bundesstaaten Karnataka, Kerala und Tamilnadu in Höhenlagen von 900 bis 1200 Meter vor. Sie wächst dort auf steinigen Hängen in offener Landschaft.
Ceropegia fimbriifera ist im Verbreitungsgebiet sehr selten und gilt daher als gefährdet.

## Taxonomie
Die Erstbeschreibung von Ceropegia fimbriifera erfolgte 1861 durch Richard Henry Beddome. Das Typusmaterial stammt von den A'naimalai-Bergen (Coimbatore-Distrikt, Tamil Nadu, Indien). 1874 wurde Ceropegia fimbriifera in Beddome's Icones Plantarum Indiae Orientalis erstmals abgebildet.

## Belege